# Referendum o Zakonu o spremembah in dopolnitvah Zakona o vodah
Referendum o Zakonu o spremembah in dopolnitvah Zakona o vodah (ZV-1G) (v javnosti znan tudi kot referendum za pitno vodo ali referendum o vodah) je bil zakonodajni referendum zavrnitvenega tipa, ki je potekal v nedeljo, 11. julija 2021.

## Ozadje
Referendumsko pobudo organizatorja s prvopodpisanim Aljošo Petkom je pred tem podprlo 52.230 državljanov. Državni zbor je odlok o razpisu referendumskega postopka sprejel na izredni seji 25. maja 2021. Kvorum je bil odmerjen pri 339.726 glasovih proti.

## Referendumska kampanja
Državna volilna komisija je 16. junija 2021 v skladu z zakonom objavila seznam prijavljenih organizatorjev referendumske kampanje. Prijavo je poleg 11 političnih strank oddalo več kot 20 nevladnih organizacij, civilnih gibanj in fizičnih oseb.

### Zagovorniki zakona
Pristojni minister Vizjak je ob vložitvi podpisov za sklic referenduma dejal, da so bili podpisniki s strani predlagateljev kampanje proti zakonu zavedeni.
V skupini zagovornikov zakona so poleg Vlade RS svoje sodelovanje napovedale vse tri stranke vladne koalicije: SDS, NSi in SMC.
Ministrstvo za okolje je iz novele zakona naknadno umaknilo člen, ki bi pod določenimi pogoji izjemoma omogočal izgradnjo proizvodnjih objetkov in naprav, ki vključujejo nevarne snovi in zahtevajo okoljevarstveno soglasje, ter objektov in naprav za odlaganje odpadkov.
Stališča
Ministrstvo je navedlo, da bodo zakonske spremembe zagotovile večjo zaščito pitne vode, večjo poplavno varnost in ostrejše pogoje za gradnjo na priobalnem pasu ter zagotovile dodatna sredstva za vzdrževanje vodotokov.
Po besedah ministrstva spremembe zagotavljajo, da bo območje 15 metrov vselej smatrano za priobalni pas, medtem ko se ga je lahko predhodno redefiniralo in skrčilo do nič metrov. Nov zakon naj bi dopuščal možnost posegov v priobalni pas zgolj za gradno objektov javne rabe. Nov zakon naj bi prav tako posege v priobalni pas dovojeval zgolj, če bodo skladni s prostorsko-izvedbenim aktom občine in ne bodo ogrožali poplavne varnosti, stanja voda ali strategije upravljanja voda.
Oglaševalska kampanja zagovornikov zakona
V začetku julija je vladna stran vsem gospodinjstvom v državi razposlala letake, v katerih je volivce nagovarjala, da glasujejo za novelo zakona. Pobudniki referenduma so vladni letak, pod katerim so bile podpisane vse tri koalicijske stranke, označili za lažniv. Poudarili so, da vladna trditev o možnosti gradnje tovarn na priobalnih zemljiščih, ki naj bi bila po trenutnem zakonu mogoča, nov zakon pa naj bi jo razveljavil, ne drži. Izrazili so tudi skrb, da je vladna stran za izdelavo letakov porabila javni denar.

### Nasprotniki zakona
Predstavnike pobudnikov referenduma, zbrane okrog Gibanja za pitno vodo, ki v kampanji zagovarjajo opcijo proti, je podprla večina strank parlamentarne opozicije pa tudi nekatere neparlamentarne stranke.
Stališča
Po mnenju nasprotnikov zakona naj bi spremembe ogrožale kvaliteto vode, omejevale dostop do voda in služile interesom zasebnih investitorjev.
Nove gradnje ob vodnih telesih, dovoljene po zakonu, naj bi ogrožale površinske vode ter posredno podzemne vode, ki pa so vir zajema pitne vode.
Pozidava in raba vodnih in priobalnih območji bi prav tako lahko predstavljala tveganje za poplavno nevarnost prek oteževanja vzdrževanja vodotokov in oženja priobalnih območji (kar bi lahko vodilo v preusmeritev razlitja visoke vode v strnjena naselja).
Gradnje v javni rabi na vodnih in priobalnih zemljiščih bi lahko vključevale komercialne (npr. hoteli, restavracije ali bencinske črpalke) in infrastrukturne (npr. parkirišča ali ceste) objekte, ki bi lahko povzročali izpust odpadnih voda v vodna telesa in onesnaževali vode pri delovanju oz. rabi. Že prisotnost večjega števila ljudi naj bi predstavljalo tveganje za onesnaževanje.
Objekti v javni rabi bi lahko vključevali komercialne objekte v zasebni lasti, katerih raba je splošna, vendar plačljiva. Gradnja objektov v zasebni lasti na vodnih oz. priobalnih zemljiščih bi prav tako lahko omejila dostop do voda.
Nasprotniki zakona so tudi izpostavili, da je postopek izdaje okoljevarstvenega soglasja lahko podvržen pritiskom interesnih skupin, zaradi česar pravila zakona niso varna pred zlorabami.
Nasprotniki zakona so sprva nasprotovali tudi 69. členu novega zakona, ki bi omogočal gradnjo proizvodnih naprav z nevarnimi snovmi in odlagališč odpadkov na vodovarstvenih območjih, ki ga je vlada zaradi kritik nato umaknila.
Nasprotniki so vladi očitali sprejemanje zakona po skrajšanjem postopku in s kratko javno obravnavo ter naknadno dodajanje spornih sprememb tekom medresorskega usklajevanja.
Nasprotniki zakona so tudi izrazili dvom, da bi mnenjedajalci v postopkih pridobivanja dovoljenja ob morebitnih pritiskih res primerno uveljavljali zakonske pogoje za pridobitev dovoljenj.

#### Kampanja nasprotnikov zakona na družbenih omrežjih
Na Facebooku je bilo v času predreferendumske kampanje blokirano večje število računov, ki so delili vsebine proti novemu zakonu o vodah.
2. julija se je na družbenem omrežju Facebook in spletni platformi YouTube pojavil videoposnetek slovenskega komika Vida Valiča, v katerem je s pomočjo satire nagovarjal volivce, da se udeležijo referenduma in glasujejo proti. Posnetek je delilo več kot 15.000 uporabnikov tega spletnega omrežja. V naslednjih dneh so nekateri uporabniki Facebooka sporočili, da ne morejo deliti vsebin predlagateljev referenduma. Vzrok za blokado naj bi se skrival v Facebookovih spremembah glede standardov skupnosti, ki jih je podjetje sprejelo leta 2016, v času ameriških predsedniških volitev.
Na dan referenduma je prišlo do množičnega vlaganja prijav zoper dve protivladni uporabniški skupini na družbenem omrežju Facebook: Skupina v podporo Ivanu Galetu (ki velja za eno največjih slovenskih Facebook skupin) in Dovolj Janeza Janše. Po besedah skupine protivladnih aktivistov pa je isti dan na Facebooku nastala nova lažna skupina pod identičnim imenom in z identično podobo ter kopiranimi objavami kot Skupina v podporo Ivanu Galetu.

### Odziv strokovne javnosti
Svoje stališče do spremembe Zakona o vodah sta konec junija 2021 na javnost naslovili tudi Univerza v Ljubljani in Slovenska akademija znanosti in umetnosti. Obe instituciji sta podprli pobudnike referenduma in v izjavi za javnost poudarili, da je dodajanje izjem za gradnjo na občutljivih območjih v nasprotju s cilji evropske vodne direktive in zakona o vodah. Svet za varovanje okolja pri SAZU je poudaril, da so posegi na vodna zemljišča v času, ko pritisk na prostor narašča, nesprejemljivi. Do predloga novele zakona se je negativno opredelila tudi Fakulteta za gradbeništvo in geodezijo Univerze v Ljubljani.
Na pravne nedoslednosti predloga sprememb sta na javni razpravi pri predsedniku države opozorila tudi predstavnika Društva vodarjev Slovenije in Zbornice za arhitekturo in prostor Slovenije.

### Javno mnenje
Po podatkih raziskave javnega mnenja (izvedene med 5. in 7. junij z 710 sodelujočimi), ki ga je izvedla Mediana, je referendumsko zelo pobudo podpiralo 29,6 % vprašanih, podpiralo 23,6 % vprašanih, 10,0 % jih pobude ni niti podpiralo niti ne podpiralo, 13,8 % jih pobude ni podpiralo, 14,6 % pa pobude sploh ni podpiralo (8,4 % vprašanih je bilo neopredeljenih). V isti anketi je bilo 67,3 % vprašanih mnenja, da je zaščita pitne vode in vodnih ter priobalnih zemljišč zelo pomembna, 15,8 % da pomembna, 12,4 % pa da zelo nepomembna. je 67,5 % vprašanih navedlo, da vedo, o čem se bo na referendumu odločalo, 32,5 % pa jih ni vedelo.

## Referendum in rezultati

### Kritike in zapleti izvedbe referenduma
Zamik datuma referenduma
Datum referenduma je odbor DZ za infrastrukturo sprva postavil na 4. julija, a se je izvedba na predlog koalicije preložila na 11. julij. Naveden razlog za preložitev so bile resne napake v besedilu sprejetega zakona o določitvi volilnih enot za volitve poslancev v državni zbor (zaradi napak bi bilo 811 volivcev nezmožno oddati glas na referendumu, kar bi lahko vodilo v razveljavitev in ponovitev referenduma), ki da ga je treba popraviti pred izvedbo referenduma, za popravo pa da DZ potrebuje dodaten čas. Napaka je bila ugotovljena že pred sprejetjem spornega zakona; zakaj na napako ni bilo opozorjeno že prej, ni bilo znano. Direktor DVK je vladi predlagal, naj napako popravi s hitrim sprejemom tehničnega zakona, za kar pa bi lahko pravilnik DZ predstavljal oviro. Direktor DVK je prav tako povedal, da če napaka do referenduma ne bo odpravljena, bo zaplet poskusil razrešiti DVK sam. Tudi več poslancev je izrazilo mnenje, da bi lahko napake odpravili brez zamika datuma referenduma. Zamik datuma referenduma je bil naposled sprejet s 43 glasovi za in 42 proti.
Julij velja za mesec poletnih počitnic, kar bi lahko pomembno vplivalo na udeležbo in otežilo doseg kvoruma.
Predčasno glasovanje in spremembe volilnih okrajev
V Mariboru je prišlo do spremembe lokacije predčasnega volišča iz ene lokacije v središču Maribora na sedem lokacij, po ena na posamični volilni okraj. Spremembe so privedle do zmede med volivci. Nekateri mariborski volivci so bili tudi po večkrat napoteni iz enega volišča na drugo. Vzrok za spremembe naj bi bile nove zakonske določbe.
V Ljubljani je bilo za predčasne volitve določeno zgolj eno volišče, kar je privedlo do gneče in daljših čakalnih vrst na prostem. Nekateri volivci so na močnem soncu čakali več kot eno uro.
O zapletih pri oddaji glasu zaradi premikov volilnih okrajev so poročali tudi volivci iz območja upravne enote Novo mesto.
Spletna stran DVK 6. julija (v obdobju predčasnih volitev) nekaj časa ni bila dostopna, domnevno zaradi preobremenjenosti.
Glasovanje iz tujine
Več državljanov, živečih v tujini, je poročalo o nepravilnostih pri izvedbi glasovanja po pošti iz tujine. Predstavniki gibanja za pitno vodo in posamezniki so navedli, da po prijavi na glasovanje iz tujine glasovnice niso prejeli niti manj kot teden pred iztekom roka za oddajo glasovnic. V Gibanju za pitno vodo so prav tako opozorili, da so bili obveščeni o primerih, ko so izseljenci prejeli neveljavne glasovnice (zaradi napačnih podatkov iz starega registra) ali prazne kuverte brez glasovnice.
Obveščanje stanovalcev domov za ostarele o glasovanju po pošti
Predlagatelji referenduma so 5. julija javnosti predstavili poročilo, v katerem so Ministrstvu za delo, družino in socialne zadeve očitali, da je nedopustno oviralo stanovalce domov za ostarele pri njihovem uresničevanju volilne pravice. Ministrstvo naj bi domove o možnosti glasovanja po pošti obvestilo tik pred iztekom roka za prijavo, zaradi česar naj bi številni stanovalci ostali brez možnosti glasovanja. Svoje stališče o ravnanju ministrstva sta na novinarski konferenci predstavila stanovalca doma za starejše Tabor Ivica Potisk in prof. dr. Ignacij Voje. Pojasnila sta, da sta tudi sama zamudila rok za prijavo, a da bosta glas lahko oddala na svojem matičnem volišču. Pri tem sta izrazila skrb, da veliko sostanovalcev ni dovolj vitalnih, da bi lahko ravnali enako, zato bodo najbrž ostali brez možnosti glasovanja.
7. julija je Sindikat taksistov Slovenije sporočil, da bo stanovalcem domov za starejše v Ljubljani, Mariboru in Kopru na volilno nedeljo ponudil brezplačne prevoze do volišč.
Portal eUprava
Državna volilna komisija je v skladu z Zakonom o referendumu in ljudski iniciativi na dan začetka referendumskih opravil objavila seznam datumov, do katerih morajo volivci najaviti svojo namero o alternativni obliki glasovanja. Državljani so lahko svoje zahteve posredovali preko spletne vloge na portalu eUprava. Volivci, ki so želeli glasovati na volišču izven okraja stalnega prebivališča (volišča OMNIA) ali od doma, so morali izpolnjeno spletno vlogo oddati do 7. julija 2021. Pobudniki referendumske kampanje so že dan pred tem opozorili, da je bil dostop do vloge več ur onemogočen. Stanje naj bi bilo nespremenjeno tudi naslednji dan, ko v dopoldanskem času strani spletne uprave sploh niso delovale. Z Ministrstva za javno upravo so odgovorili, da naj bilo za nedostopnost spletnega portala krivo prenavljanje spletne infrastrukture.

### Rezultati
Skupno se je referenduma udeležilo 45,89 % volilnih upravičencev, kar je bila ena najvišjih udeležb na referendumih v zgodovini samostojne Slovenije. Volivci so predlog sprememb zakona o vodah s prepričljivo večino in zadostitvijo kvoruma zavrnili.
| Odgovor          | Odgovor          | Št. glasov | %        |
| ---------------- | ---------------- | ---------- | -------- |
| 1                | Za               | 104.312    | 13,25 %  |
| 2                | Proti            | 682.760    | 86,75 %  |
| Veljavni glasovi | Veljavni glasovi | 787.072    | 99,76 %  |
| Neveljavni       | Neveljavni       | 1.896      | 0,24 %   |
| Skupaj           | Skupaj           | 788.968    | 100,00 % |

### Retrospektivne raziskave volilnega namena in mnenja
Izsledki spletne raziskave agencije za proučevanje javnega mnenja Valicon, izvedene med 12. in 13. julijem na 2.014 anketirancih, so pokazali, da je volilna udeležba znašala 49,1 % med starostno skupino 18–24 let, 41,3 % med starostno skupino 25–34 let, 34,5 % med starostno skupino 35–44 let, 50,7 % med starostno skupino 45–54 let, 64,8 % med starostno skupino 55–64 let in 63 % med starostno skupino 65 let in več. Petina od udeležencev glasovanja na referendumu je navedla, da se ni udeležila državnozborskih volitev leta 2018, dobra tretina pa jih je navedla, da se pretežno ne udeležujejo državnozborskih volitev. Kot razlog za glasovanje proti je 44 % vprašanih navedlo nasprotovanje zakonu, 6 % izražanje nasprotovanja vladi, 48 % pa oboje. Med vprašanimi, ki so glasovali za, jih je 61 % izražalo zgolj podporo zakonu, 8 % izražanje podpore vladi, 29 % pa oboje. Volivci, ki so se politično opredelili kot levo od sredine, so predstavljali 61 % udeležencev referenduma in so v 99 % volili proti, volivci, ki so se opredelili kot desno od sredine pa so predstavljali 39 % udeležencev in so v 61 % volili proti. Udeležba je bila najvišja med podporniki strank Levice (77 %), SD (71 %), SMC (69 %), SAB (68 %) in LMŠ (64 %), najnižja pa med podporniki SNS (35 %), SDS (36 %) in Piratske stranke (41 %). Proti so glasovali vsi sodelujoči podporniki strank DeSUS, SAB, SMC, Levica, Pirati in LMŠ, 98,1 % podpornikov stranke SD, 96,2 % podpornikov stranke SNS, 48,7 % podpornikov stranke NSi in tudi 34,3 % podpornikov stranke SDS.
Raziskava agencije za proučevanje javnega mnenja Ninamedia, izvedena med 13. in 15 julijem na 700 anketirancih je pokazala, da se je po lastnih navedbah referenduma udeležilo 73,1 % vprašanih. Od tistih, ki so glasovali za, jih je 67,1 % tako glasovalo zaradi odobravanja zakona samega, 24,3 % pa zaradi zaupanja vladi. Med tistimi, ki so se na referendumu izrekli proti zakonu, jih je zaradi nasprotovanju samemu zakonu proti glasovalo 59,9 % vprašanih, zaradi nezaupanja vladi pa 28,2 % vprašanih.

### Odzivi
Politični analitiki so ostro odklonilen izid referenduma prepoznali tudi kot nezaupnico aktualni vladi. Več opozicijskih strank je zaradi izida referenduma izpostavilo zahtevo po predčasnih volitvah.

#### Vladni odzivi
Janša je v času predčasnega glasovanja na Twitterju objavil sliko sebe na predčasnem glasovanju in ob tem pripisal: »[...] Upam da bodo na vseh #OVK zagotovili varnost in nedotakljivost predčasnih glasovnic do njihovega štetja v nedeljo.« N1 Slovenija je v zapisu prepoznala namigovanje na možnost, da bo prišlo do manipulacije izida glasovanja in da »Nekateri v tem vidijo napoved, da bo izid glasovanja v primeru njemu neljubega rezultata prepoznal kot nezakonitega.«
Na dan glasovanja je minister Vizjak navedel, da je glasovanje proti zakonu hkrati tudi glas proti aktualni vladi. Vizjak o izidu referenduma nato povedal, da meni, da je bil referendum »zlorabljen in ugrabljen« in da je med volivci prevladal čustven odziv na zakon zaradi zavajujoče kampanje nasprotnikov zakona.
Premier Janša je po referendumu v objavi na Twitterju zanikal, da bi šlo pri izidu referenduma za nezaupnico vladi, ki bi vlado obvezovala k odstopu: »Poznate kako levo vlado, ki je odstopila po izgubljenem referendumu? Od večinskega sistema do družinskega zakonika? Zato brez drame. [...]« Janša je sicer leta 2011 zaradi referendumskega poraza zakona vlade Boruta Pahorja tedanjo vlado pozval k odstopu.

### Ostalo
Strošek izvedbe referenduma
Izdatki DVK za izvedbo referenduma so znašali 4.204.713 €, kar je bilo za 25 % več od stroška izvedbe zadnjega referenduma leta 2018. DVK je kot razloge za občutno povišanje cene izvedbe navedel: "višj[e] strošk[e] poštnih storitev (in sicer za 232.898 [€]), višj[e] strošk[e] uporabnin za volišča (v višini 130.942 [€]), višj[a] nadomest[a] članom volilnih odborov in plačila pavšalnega prispevka [ZZZS] in [ZPIZ] teh članov v višini 151.299 [€] in dodatnih stroškov, ki so povezani z nakupom in distribucijo zaščitnih sredstev za preprečevanje širjenja okužbe z virusom SARS-CoV v višini 75.975 [€]".